# Клан Янг
Клан Янг (шотл. — Clan Young, гэльск. — Clan Og) — один из кланов равнинной части Шотландии (Лоуленд). В настоящее время клан Янг не имеет признанного герольдами Шотландии и лордом Лайоном вождя, поэтому называется в Шотландии «кланом оруженосцев».
- Девиз клана: Robore prudentia praestat (лат.) — «Благоразумие предпочтительнее силы» (Prudence excels strength)
- Земли клана: Шотландское Приграничье, Роксбургшир, Кинкардиншир, Ангус

## История клана Янг

### Происхождение клана Янг
Название клана переводится как «молодой, младший». Так называли представителей рода, которые имели одно имя со своим отцом или дедом. Таким образом название клана могла происходить от какого-то наследника определенного феодального титула, имевшего то же имя, что и отец, и основавшего собственную линию или ветвь клана. Древнейшие упоминания о вождях клана Янг датируются XIII веком. Есть записи о Малмора и Эйда Янга (Ога), которые жили в Дамбартоне в 1271 году. В 1342 году Джон Янг из Дингуолла как свидетель упоминается в грамоте графа Росса Реджинальду, сыну лорда Островов.

### XV—XVIII века
В 1439 году Александр Янг был капелланом в церкви Святой Троицы в Абердине. Питер Янг (1544—1628) был помощником духовного наставника короля Шотландии Якова VI Стюарта в течение трех лет по рекомендации регента Морея, которая была дана в 1569 году. Он был посвящен в рыцари в Уайтхолле в 1605 году. Сэр Питер Янг имел большую семью и много детей, которые выросли и поступили на службу королю. Один из его сыновей — другой Питер Янг был членом посольства в Швеции в 1628 году ко двору короля Густава Адольфа. Сэр Питер Янг передал свои имения, земли и титулы старшему сыну — сэру Джеймсу Янгу, который получил огромные земли в Ирландии как королевский дар. В результате этого люди клана Янг распространились и множились в Ирландии — в Ольстере — в графствах Антрим, Тирон, Даун и Лондондерри. Потомки Питера Янга вступали в браки с членами различных известных шотландских и ирландских дворянских родов. В 1670 году клан продал свои имения в Истер-Сетон и купил земли в. Эти имения были снова проданы в 1743 году Уильяму Чалмерсу из Hazlehead, который был связан браком с кланом Янг.

### ХІХ—XX века
Питер Янг (1915—1988) был выдающимся военным историком, трижды был награждён Военным крестом, на военной службе командовал 9-м арабским легионом элитного подразделения Королевства Иордании. В 1968 году он завершил ряд научных работ, посвященный истории Гражданской войны на Британских островах.

### Замки клана Янг
- Замок Ру — недалеко от Джедборо, в Шотландском Пограничье, построенный на месте более древнего замка, который был сожжен английскими войсками в 1513 и 1545 годах[3].
- Замок Олдбар — у Брикина, в Ангусе, принадлежал клану Лайон, затем принадлежал клану Янг, потом клану Чалмерс из Балнакрэйга[3].
- Замок Харбурн — возле Вест-Калдера, в Уэст-Лотиане, был построен кланом Янг в 1804 году, но потом был продан, сейчас это отель и конференц-центр[3].